# 大諾沃西爾卡區

大諾沃西爾卡區在頓涅茨克州的位置

大諾沃西爾卡區（烏克蘭語：Великоновосілківський район）曾是烏克蘭東部頓涅茨克州的一個區，事实上也是俄罗斯联邦顿涅茨克人民共和国下辖的一个区，行政中心設於大諾沃西爾卡，面積1,900平方公里，2013年人口41,364，人口密度每平方公里21.8人。
该区在2020年7月18日的乌克兰行政区划改革中被撤销，改革后頓涅茨克州下分为8个区，但只有5个区是在乌克兰政府的实际管辖下。而主张此地主权的顿涅茨克人民共和国在2023年的行政区划改革中保留此区。2025年1月，区行政中心大诺沃西尔卡被俄军攻占。

## 下辖定居点
根据顿涅茨克人民共和国2023年的行政区划改革，该区下辖1市级镇（大诺沃西尔卡）、51个村和15个乡村居民点。